# Fuente de los Caños del Peral

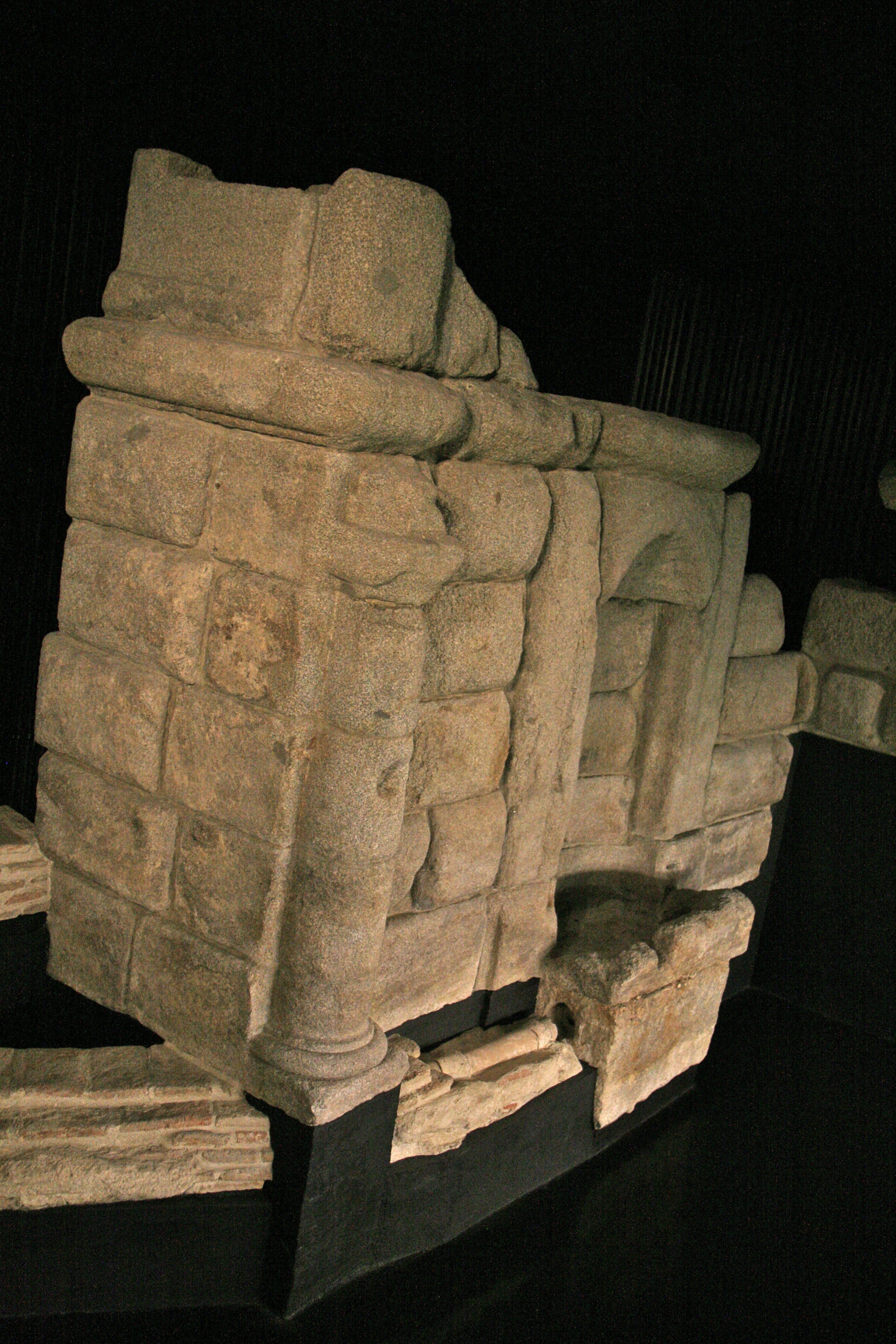
Restos arqueológicos de una de las antiguas fuentes.

La Fuente de los Caños del Peral (denominada también como Lavadero de los Caños del Peral) fue una fuente de Madrid (España) que entre los siglos xv y xix ocupó la vaguada que existía al final de la calle del Arenal y que tras ser rellenada, permitió la creación de la plaza de Isabel II. La tradición atribuye su nombre a la legendaria existencia, ya en 1263, de un peral que sombreaba el manantial. El nombre caños es el que se daba en el siglo XVI a los acueductos, hablándose, por ejemplo de los Caños de Segovia o los Caños de Mérida, y se refiere a la conducción  que traía agua a la fuente y que ha aparecido durante una intervención arqueológica. Una fuente de más porte fue diseñada posteriormente por Juan Bautista de Toledo, primer arquitecto del Monasterio de El Escorial, dotándola de un conjunto de caños distribuidos a lo largo de 34 metros, con un frente de sillares y caños encajados en veneras de granito.  

## Descripción
La estructura muraria de la fuente con su galería posterior de mantenimiento y registro de aguas servían como muro de contención al terreno que formaba un desnivel al final de la calle Arenal, la cual acababa zigzagueante y de forma abrupta en la barranca de los Caños. Ese nivel, entre 8 y 10 m inferior al actual queda aún reflejado en la cota de la calle de la Escalinata, que aún hoy mantiene la diferencia de cotas.  
La barranca se prolongaba hacia el desaparecido Alcázar de los Austrias, siendo ocupada por el "Huerto de la Priora" entre el palacio y el convento de la Encarnación. Ambos edificios se surtían de agua limpia a través del viaje de agua de Amaniel, que cruzaba la barranca de los Caños mediante un acueducto que siguió abasteciendo al Palacio Real, tras el incendio del Alcázar. Tanto el acueducto como los Caños del Peral estuvieron en funcionamiento hasta mediados del siglo XVIII. 
Con la explanación y derribo del caserío para abrir la Plaza de Oriente, este espacio quedó enterrado con la fuente incluida, lo que permitió su conservación. 
La Fuente de los Caños del Peral es mencionada en diversos textos literarios de la época, entre ellos la autobiografía del soldado y escritor madrileño Alonso de Contreras (1572-1645) conocida con el título de Discurso de mi vida.

## Historia

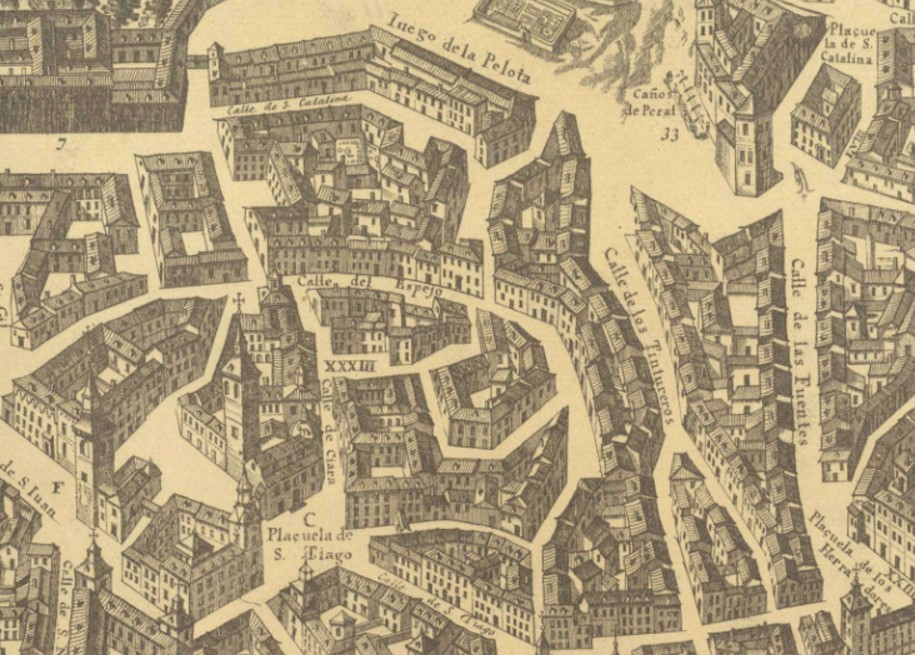
Detalle de la Topographia de la villa de Madrid descrita por Don Pedro Texeira (año 1656). En la parte superior derecha aparece representada la Fuente de los Caños del Peral, con el número 33

Considerada una de las primeras de Madrid, estaba fuera de la muralla árabe y pudo ser también lugar de baños, origen que explicaría la existencia, además de los caños que le darían nombre, de una construcción y unas canalizaciones en torno al conjunto. La fuente medieval fue evolucionando a lo largo de los siglos, quedando noticia de una estructura de 1565 que en el siglo xvii sería sustituida por una de mayor envergadura, con  57 pilas o lavaderos. Se encontraba ubicada en las cercanías del Monasterio de la Encarnación, en un terreno empinado y lleno de barrancos. Las empinadas cuestas se dirigían al este del Alcázar. Durante la Edad Media la zona fue un barranco creado por el «arroyo del arenal» (en la actualidad calle del mismo nombre). Hasta la llegada de la Corte de Felipe II a Madrid no estuvo muy segura la posición de la fuente, la zona estaba poblada de acuíferos y la documentación hace referencia a la fuente en segundo plano. En la actualidad se conoce la posición exacta por el descubrimiento que se hizo en 2009 de algunos de sus restos, siendo ubicada en la confluencia de la calle de los caños del Peral y la calle del Arenal. En el siglo XV, cuando se formó la plaza, tomó el nombre de la fuente del peral. En la documentación de este siglo aparece también como de las Hontanillas o Fontanillas. En algunas ocasiones denominada como Fuentes del Arrabal, no cabe posibilidad de saber si se refieren a la misma fuente o a alguna de las existentes en sus alrededores. La fuente constaba de una decena de caños y diversas instalaciones que pueden verse en el plano de Teixeira. 
La fuente tenía anexado un lavadero con 57 pilas que empleaba el agua sobrante de los caños. Su uso era arrendado por el Ayuntamiento. En 1663 el ayuntamiento vendió el lavadero, a causa de los conflictos que le suponía su arrendamiento. Junto al lavadero, a comienzos del siglo XVIII, se levantó la estructura del último corral de comedias de Madrid en el solar adquirido por Francesco Bartoli, capocómico de la compañía italiana de "los Trufaldines"; corral que más tarde se convirtió en el Teatro de los Caños del Peral.
La fuente funcionó hasta mediados del siglo XIX, y quedó enterrada al allanar los terrenos circundantes con el objeto de construir la Plaza de Oriente, el Teatro Real y la misma Plaza de Isabel II. Por una razón desconocida la fuente no se desplazó, ni quedó destruida, sino tan sólo soterrada.

## Características
La Fuente de los Caños del Peral, que abastecía a la población madrileña a través de una distribución realizada por los aguadores, poseía en sus instalaciones adyacentes un lavadero. En 1809, con la creación de la actual plaza de Isabel II, quedó enterrada a diez metros. A comienzos del siglo XX cuando se construía la red subterránea del metro de Madrid de la línea 2 apareció la fuente enterrada a una cota de ocho metros y se mantuvo intacta. En aquella ocasión se descubrió uno de los pilones, así como una atarjea de ladrillos. En 1991 fueron localizados los restos durante las obras de ampliación realizadas por Metro, siendo técnicamente imposible su integración en el andén. En las obras para la mejora de la accesibilidad de la estación de Ópera, que se desarrollaron desde 2008, quedó al descubierto la fuente en un sorprendente buen estado de conservación.

## Museo arqueológico
Con la reforma de la mencionada estación de metro, tras la conclusión de las obras en 2011 se inauguró en el interior de dicha estación de metro un museo arqueológico subterráneo abierto al público y que ocupa un espacio de 200 metros cuadrados. En él se mezclan restos arqueológicos de los siglos XVI y XVII de las antiguas obras de fontanería que componían los fontanares de la plazuela de los Caños del Peral, luego llamada plaza de Isabel II. Además de la fuente se puede ver una porción del viage de palacio o acueducto de Amaniel, y otros elementos hidráulicos como la alcantarilla del Arenal.

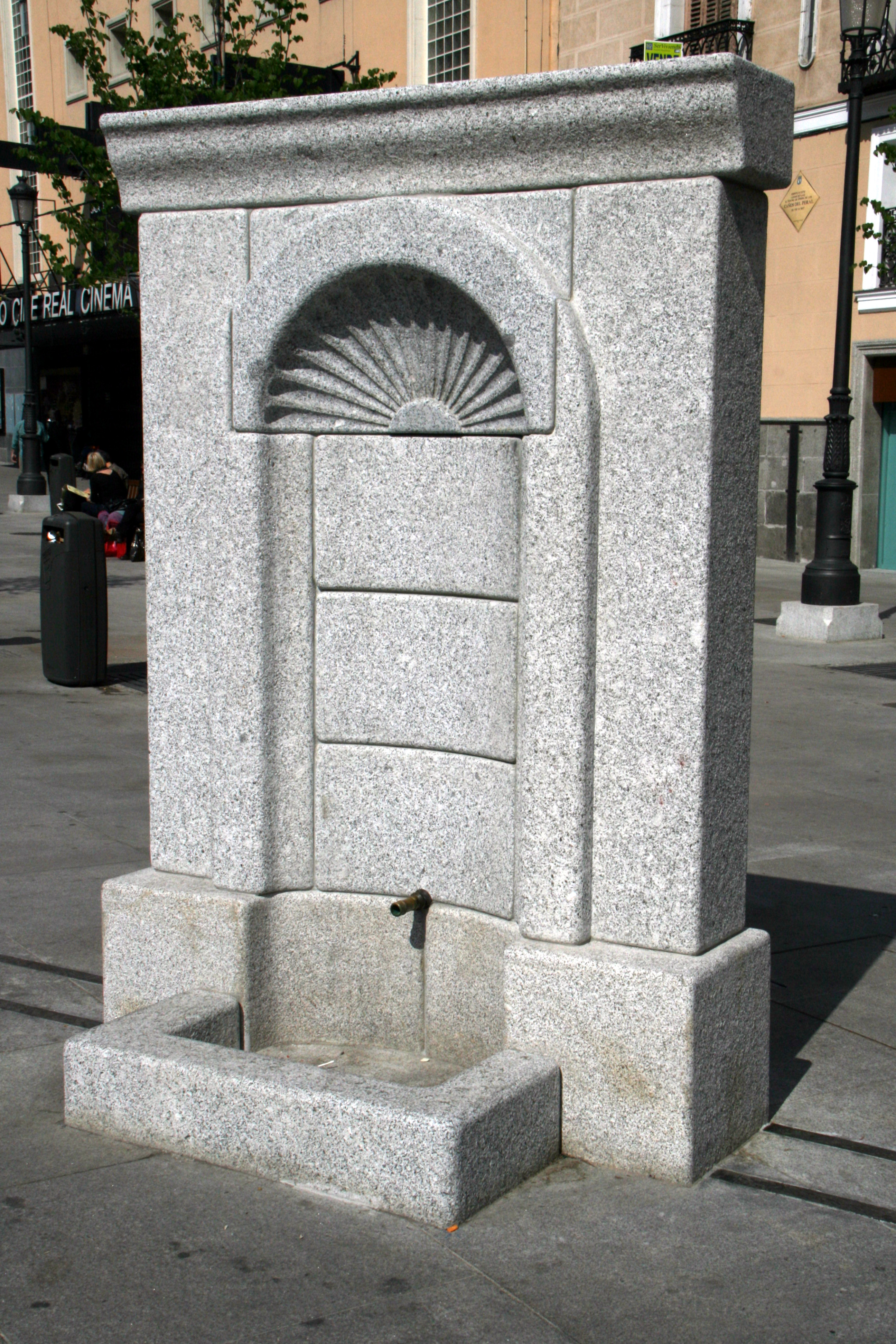
Reconstrucción de una de las fuentes, en la Plaza de Isabel II.